# Roger Schank
Pour les articles homonymes, voir Schank.
Roger Schank, né en 1946 et mort le 29 janvier 2023, est un spécialiste et précurseur en intelligence artificielle. Il est président et Chief executive officer de la société Socratic Arts.

## Carrière
Roger Schank est d'abord professeur d'informatique et de psychologie à l'Université Yale, et directeur du projet « Yale Artificial Intelligence ». En 1989 il est recruté par la Northwestern University pour fonder l'Institut de Sciences de l'apprentissage, qui sera plus tard absorbé par la School of Education en tant que département séparé. Il quitte Northwestern en 1998 et collabore à la fondation du Centre des Sciences de l'apprentissage à l'Université Carnegie-Mellon. Il fonde la Learning Sciences Corporation (renommée plus tard Cognitive Arts) en tant que branche commerciale de l'ILS, et la dirige jusqu'à ce qu'elle soit cédée en 2003. En 2005, Schank est nommé responsable de la formation (Chief Learning Officer, CLO) de la Trump University, fondée par Donald Trump. Après avoir travaillé durant deux ans à développer des cours en ligne visant à développer des habiletés pratiques, il quitte ce poste en 2007, lorsque Trump se réoriente vers des séminaires sur la vente immobilière,.

## Influence
Schank est l'un des premiers contributeurs influents à l'intelligence artificielle et à la psychologie cognitive dans les années 1970 et 1980. Ses principales innovations dans ces domaines sont ses concepts de raisonnement par cas (case-based reasoning) et de mémoire dynamique, qui s'opposent tous deux aux manières traditionnelles d'envisager la mémoire et le raisonnement. La conception cognitiviste classique à l'époque envisageait la cognition comme une manipulation de symboles contrainte par des règles (ou algorithmes). Schank, au contraire, estime que la mémoire est organisée sous forme de scénarios (stories) porteurs de sens (et non simplement d'information inerte décontextualisée), et que la résolution de problèmes s'effectue par l'utilisation de « cas », ou exemples, stockés dans la mémoire. Ainsi par exemple, selon la conception « classique », lorsque nous nous rendons dans un magasin, nous le faisons en fonction d'un algorithme tel que :
1. ouvrir la porte
2. sortir dans la rue
3. etc.

Selon Schank en revanche, nous exécutons ces actions parce que nous avons accès à un « schéma » stocké en mémoire et fondé sur notre expérience préalable qui nous dit à quoi cela ressemble de nous rendre dans un magasin, et nous n'avons pas besoin de règles pour nous le décrire. Schank et ses étudiants à l'Université Yale appliquèrent ces idées au problème de la reconnaissance de l'anglais par un ordinateur (la compréhension automatique du langage naturel) autour de 1980, mais les progrès dans ce domaine finirent par s'essouffler, et ces méthodes par être abandonnées.

## Éléments théoriques
Schank cherche à élaborer une représentation universelle, indépendante de la langue et du contexte applicatif.

### Primitives sémantiques
Schank envisage plusieurs classes de concepts, correspondant plus ou moins aux grandes catégories syntaxiques : les objets physiques (cf. noms), les actions (cf. verbes), les attributs d'objets (cf. adjectifs) et les attributs d'action (cf. adverbes). S'y ajoutent deux classes définissant le contexte : le lieu et le temps.
Le système de Schank s'appuie sur la théorie de la dépendance conceptuelle, qui consiste à affirmer que tous les verbes de toutes les langues sont exprimables au moyen d'un petit nombre de primitives. Plutôt que de s'attacher au sens de chaque mot d'une phrase, on cherche à en cerner le sens de façon globale, tenant compte de l'implicite.

Il considère onze actions de base :
- PROPEL (appliquer une force à quelque chose)
- MOVE (déplacer une partie du corps)
- GRASP (attraper un objet)
- INGEST (ingérer, pour un objet animé)
- EXPEL (expulser physiquement, pour un objet animé)
- PTRANS (déplacer un objet physique)
- ATRANS (modifier une relation abstraite, ex: possession)
- SPEAK (produire un son; support d'une action telle que "communiquer")
- ATTEND (appliquer son attention à une perception ou un stimulus)
- MTRANS (transfert d'information)
- MBUILD (création d'une nouvelle pensée)

et les rôles conceptuels suivants (représentés par des symboles graphiques fléchés) :
- ACTEUR (être animé effectuant une action)
- OBJET (ce sur quoi porte l'action)
- BÉNÉFICIAIRE (d'une action)
- DIRECTION (points de départ et d'arrivée)
- ÉTAT (valeur d'un attribut)
- INSTRUMENT (élément contribuant à l'action)

Il tient également compte des « modalités » (passé, futur, conditionnel, négation, interrogation, continuité, début de transition, fin de transition, non précisé) et de la causalité, et attribue des valeurs numériques entières aux états graduels (ex: pour l'attribut SANTÉ, une valeur -10 pourra signifier mort, -9 ou -8 signifiera gravement malade, 0 = normal, +7 ou +8 = en pleine forme...)
On voit que Schank s'attache essentiellement au plan des réalisations physiques, ce qui n'est pertinent que dans certains types de situations.

### Exemple de diagramme conceptuel

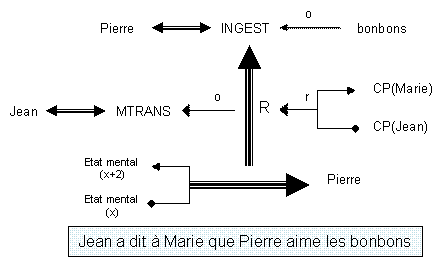
Exemple de diagramme conceptuel selon Schank
(d'après Gérard Sabah, L'intelligence artificielle et le langage)

La triple flèche verticale indique que la conceptualisation du fait que la satisfaction (état mental) de Pierre augmente quand il mange des bonbons est l'objet du message adressé par Jean à Marie.

## Œuvres
- (en) Roger C. Schank et Robert P. Abelson, Scripts, plans, goals and understanding: an inquiry into human knowledge structures, Hillsdale, 1977  (ISBN 0-470-99033-3).
- (en) Roger Schank, Tell Me A Story: a new look at real and artificial memory, Scribners, 1990. (Les gens apprennent très facilement à partir d'histoires - si facilement que l'on peut les amener à croire fermement des choses fausses, selon Schank).
- (en) Roger Schank, The Connoisseur's Guide to the Mind:  How we think, How we learn, and what it means to be intelligent, Summit Books, 1991.
- (en) Roger Schank et Chip Cleary, Engines for Education, Lawrence Erlbaum Associates Publishing, Hillsdale, New Jersey, 1995. (Fournit des exemples spécifiques de logiciels réalisés à l'ILS pour mettre en pratique les idées de Schank sur l'apprentissage expérimental basé sur les cas.)

## Sources
- (en) Cet article est partiellement ou en totalité issu de l’article de Wikipédia en anglais intitulé « Roger Schank » (voir la liste des auteurs).